# Derrick – Die Pflicht ruft!
Derrick – Die Pflicht ruft! (Untertitel: „Faltenfrei in gefährlicher Mission“) ist ein deutscher Zeichentrickfilm, der als Persiflage auf die deutsche Krimiserie Derrick Ende 2002 produziert wurde. Als Sprecher der Hauptfiguren fungieren die Originalschauspieler Horst Tappert und Fritz Wepper. Deutscher Kinostart war am 1. April 2004, in Österreich startete er am folgenden Tag.

## Inhalt
Inspektor Stephan Derrick hat es geschafft: Die Kriminalitätsrate in München ist auf die 0,00-Prozent-Marke gefallen. Sein Prestige ist hoch, und er verfügt sogar über einen eigenen Aufzug mit körpergerechtem Eingang.
Die Ausscheidungs-Wettbewerbe zum „European Song Contest“ erzwingen jedoch einen Abbruch seiner Reise nach Lappland, da es zu Todesfällen kommt. Der Schlagerkönig Arno Hello will den Wettbewerb unbedingt gewinnen und sabotiert seine Konkurrenten. Insbesondere müssen diverse – jeweils schnell neu zusammengestellte – Formationen der "Irreplaceable Boys" ihr Leben lassen, bevor Derrick den Verbrecher aufhalten kann.

## Hintergrund
- Die Produktion erfolgte durch die neue deutsche Filmgesellschaft in Zusammenarbeit mit ZDF Enterprises.[3]
- Jürgen Drews ist die Singstimme des Songs der Figur Arno Hello für den imaginären „European Song Contest“ des Films.
- Die Figuren weisen – wie in Zeichentrickfilmen üblich – eine Tetradaktylie auf, pro Hand haben sie neben dem Daumen lediglich drei weitere Finger.
- Im Erscheinungsjahr 2004 produzierte Michael Schaack mit Dieter – Der Film einen weiteren Zeichentrickfilm ähnlicher „Machart“, der 2006 als Fernsehfilm veröffentlicht wurde.

## Rezeption
Basil Wegener schreibt in der Mitteldeutschen Zeitung, dass der Film „zu Gunsten einer Kanonade meist ziemlich einfacher Gags“ kaum auf die Stimmung der Serie eingehe, Gemeinsamkeiten gebe es ebenso wenig. „War der Erfolg des Originals vor allem Resultat von Feinsinn und Bescheidenheit, ist der neue Derrick eher ein Draufgänger.“
Das Lexikon des internationalen Films sieht ebenso eine „[w]eitgehend humorfreie Unterhaltung mit gequälten Witzen und mediokrer Animation, die auch bei wohlwollendster Interpretation nicht als Hommage an den Fernsehmythos gedeutet werden kann.“

## Sonstiges
Der Satz „Harry, hol schon mal den Wagen“, welcher häufig der Serie als Stereotype zugeschrieben wurde, wird im Zeichentrickfilm insgesamt 7-mal referenziert. Dass dieser in der Serie niemals fiel, wird von Horst Tappert im auf der DVD enthaltenen Making-of erwähnt.